# Louis Pierre Vieillot
Louis Pierre Vieillot [lui žán pjerr vjejo] (10. května 1748 Yvetot – 24. srpna 1830 Sotteville-lès-Rouen) byl francouzský ornitolog. Je autorem prvních vědeckých popisů ptáků podle Linného klasifikace. Ptáky zkoumal v Západní Indii i v Americe. 26 rodů definovaných Vieillotem je stále uznáváno. Byl jedním z prvních ornitologů, který zkoumal změny v opeření, a jedním z prvních, který ke zkoumání používal živé ptáky.